# Mässingstangara
Mässingstangara (Tangara desmaresti) är en fågel i familjen tangaror inom ordningen tättingar.

## Utseende
Mässingstangaran är en liten och färgglad medlem av familjen. Den är mestadels grönaktig under med blått i pannan och i en ring kring ögat. Näbben, liksom området kring den, är svart, med ytterligare en svart fläck på strupen. Bröstet är orangefärgat och ryggen är streckad. 

## Utbredning och systematik
Fågeln förekommer i bergstrakter längs kusten i sydöstra Brasilien (Espírito Santo till östra Paraná). Den behandlas som monotypisk, det vill säga att den inte delas in i några underarter.

## Levnadssätt
Mässingstangaran hittas i bergsbelägna skogar. Där rör den sig rastlöst, ofta som den del av kringvandrande artblandade flockar.

## Status
Arten har ett stort utbredningsområde och beståndet anses vara stabilt. Internationella naturvårdsunionen IUCN listar den därför som livskraftig (LC).

## Namn
Fågelns vetenskapliga artnamn hedrar den franske zoologen Anselme Gætan Desmarest (1784-1838).

## Bildgalleri

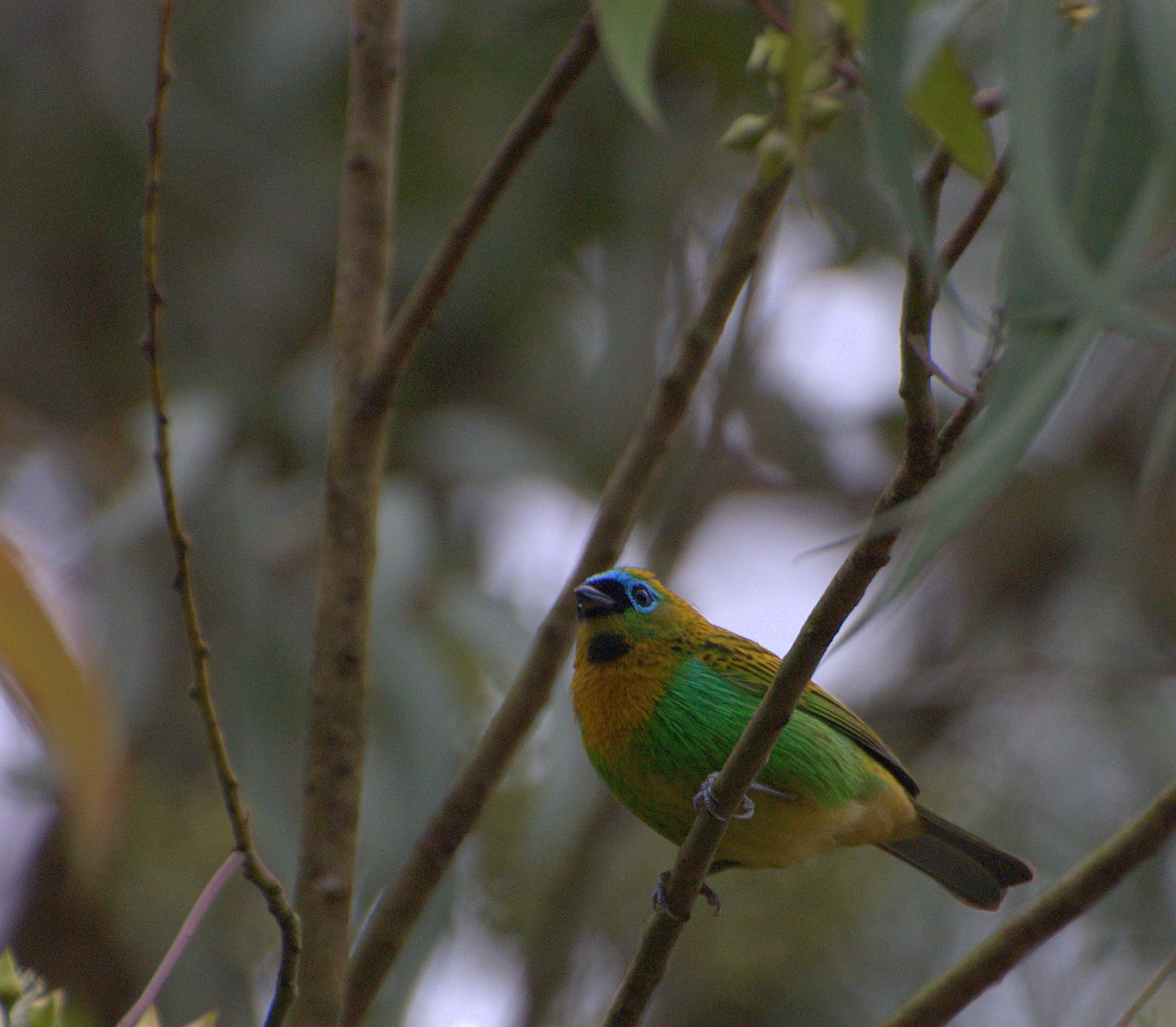
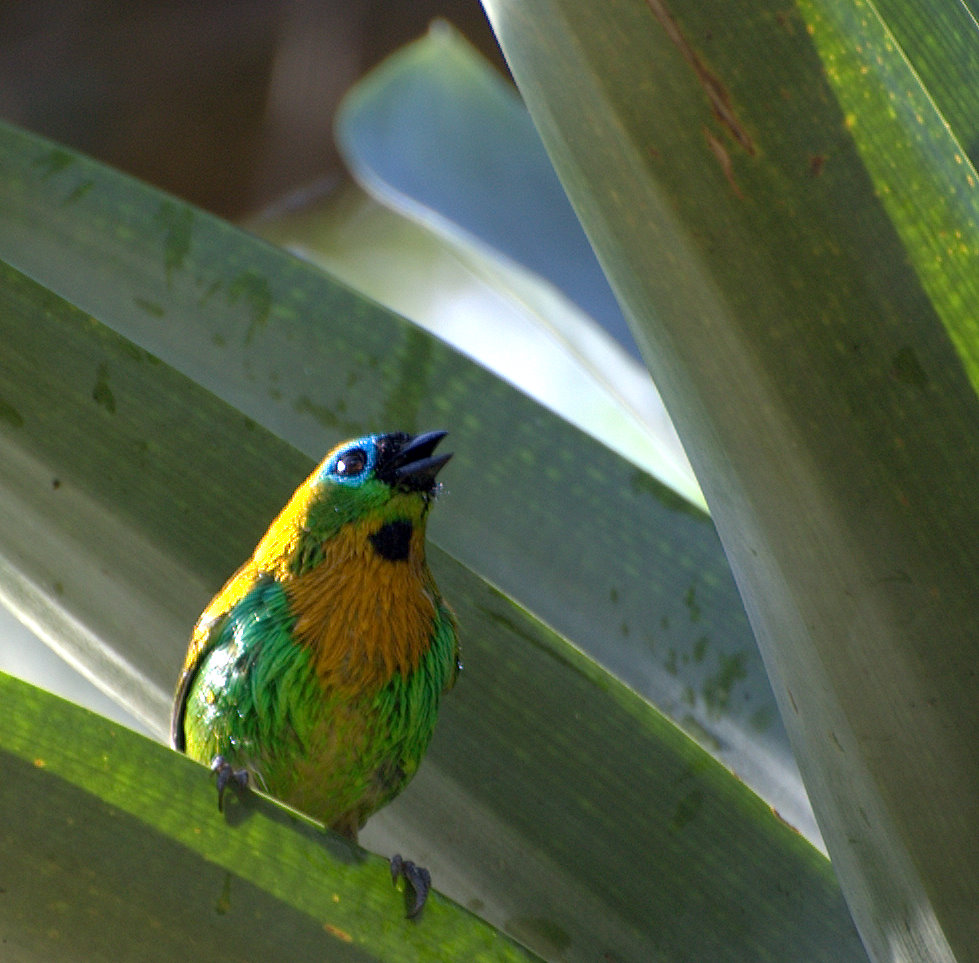
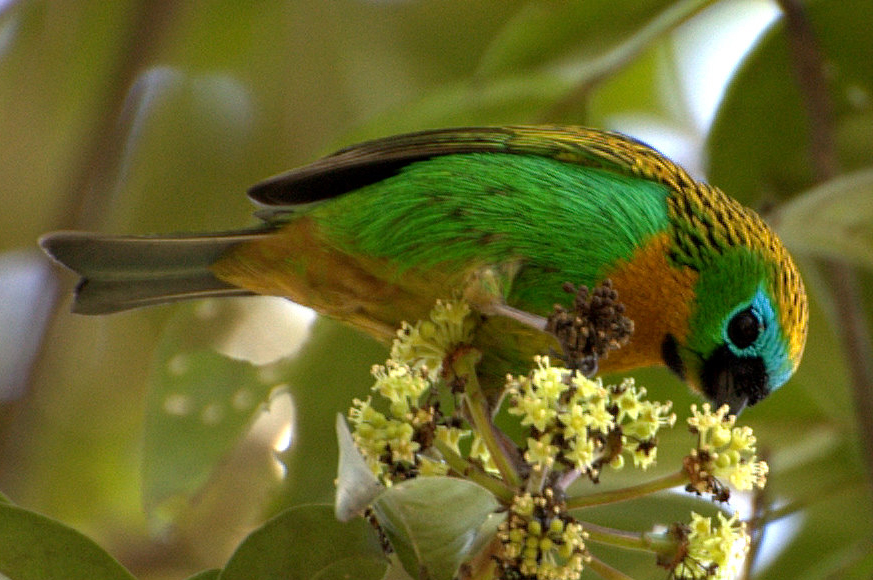